# 吳尚廉
吳尚廉（1864年—1913年），廣東廣州府南海縣佛山鎮（今廣東省廣州市）人，清末政治人物。
原名吳尚態。光緒十五年（1889年）鄉試中舉；光緒十六年（1890年）聯捷庚寅恩科進士，分部學習。同年五月，著主事，分部学习。宣統二年，任大理院推事。